# 한전산업개발
한전산업개발(韓電産業開發, Korea Electric Power Industrial Development. Co., Ltd.("KEPID)")는 1990년 4월 한국전력공사가 전액 출자하여 설립되었으며, 2003년 한국자유총연맹이 한국전력공사 보유 지분 51% 지분을 인수하여 민영화되었다. 2010년 12월 유가증권시장에 상장하면서 한국자유총연맹, 한국전력공사 각 20%씩의 지분을 매각하였다. 2021년 기준 한국자유총연맹 31%, 한국전력공사 29%의 지분을 보유하고 있으며 전력그룹사에 속해 있다

## 주요 사업
- 화력발전소 연료환경설비 O&M(운영·관리) 사업(운전 및 경상정비 포함)
- 화력발전소 주설비(터빈, 보일러 등) 정비 사업
- 원자력발전소 O&M(운영·관리) 사업
- 해외발전소 O&M(운영·관리) 사업
- 정제회공장 운영 및 판매
- 인터넷빌링사업(KEPID BILL)
- AMI(Advanced Metering Infrastructure) 원격검침사업
- 신재생에너지 보급 사업(태양광발전, 에너지저장장치(ESS) 등)
- 기타 사업(ESCO ; Energy Service Company, 누수·누액 감지 시스템 보급 사업 등)

## 연혁
2020. 05 인도네시아 찌레본2 화력발전소 연료환경설비 시운전 사업 수주(현대건설)
2020. 04 직무발명보상우수기업 인증(특허청)
2020. 03 하암태양광발전소(999kWp) 상업 운전 개시
2020. 01 고성하이화력 연료환경설비 운전 O&M 계약 체결(2,080MW 규모, 한전산업-한국남동발전)
2019. 12 '제7회 대한민국 사랑받는 기업' 중소벤처기업부 장관상 수상(중견기업 부문)
2019. 11 국제표준인증 획득 - ISO 45001(안전·보견경영)
2019. 11 '전남 스마트 음성알리미 구축을 위한 업무협약' 체결(한전산업-전남도청)
2019. 10 '철원 두루미 태양광발전소 연계형 ESS(90MWh) 구축 사업' 체결(단일 사업 최대 규모)
2019. 10 '2019년 대한민국 나눔국민대상' 보건복지부장관 표창(물적나눔 부문)
2018. 12 금강1호 태양광 연계 ESS 구축(7MWh)
2018. 12 문화체육관광부 주최 '2018 여가친화우수기업' 선정(중견기업 부문)
2018. 11 태양광-ESS 연계형 친환경 전기차 충전소 준공(환경부·한국환경공단 추진, 서울·제주·세종 등 3개소 총 0.9MW)
2018. 11 유해화학물질 누수·누액 감지시스템 개발 및 보급
2018. 11 통합형 ESS(KEPID-ESS-200) 업계 보급(100kW 미만 태양광발전소 연계 시스템)
2017. 12 멱우·덕우 수상회전식 태양광발전소 준공(총 5.65MW, 경기 화성시 소재)
2017. 12 북한 이탈주민 지원 관련 장관 표창 및 감사패 수상(통일부, 남북하나재단)
2017. 06 한국마사회 '렛츠런파크 서울' ESS 구축 사업 수주
2017. 06 UAE MIRFA 복합화력 시운전 사업 진출
2016. 12 여성가족부 주최 '2016 가족친화 우수기업' 선정
2016. 12 업계 최초 민간 태양광발전소 연계 ESS 구축사업 수주
2016. 07 해외 원전 수처리분야 시운전 사업 수임(UAE BNPP 1·2호기)
2016. 03 서부발전 태안화력(9·10호기) 주설비 경상정비 수임
2016. 02 동서발전 당진화력(7·8호기) 주설비 경상정비 수임
2015. 10 GS동해전력 북평화력 2호기 주설비 경상정비 사업 최초 진출
2015. 07 TV조선 경영대상 '혁신경영대상' 수상
2014. 11 서비스품질 우수기업 산업자원부 장관 표창 수상
2014. 10 한빛원자력본부 수처리설비 운전 및 경상 정비공사 수주
2014. 07 삼척그린파워 석탄취급시설 O&M 계약 체결
2014. 06 고용창출 우수기업 선정(고용노동부)
2014. 05 인도네시아 Coal Terminal O&M 착수(라타우 지역)
2013. 12 노사상생협력유공 대통령 표창(고용노동부)
2012. 09 코레일 대전 태양광발전소(2,356kWp) 준공 및 상업운전 개시
2012. 07 2021년 노사문화 우수기업 선정(고용노동부)
2010. 12 한국거래소 유가증권시장(KOSPI) 상장
2010. 11 원자력 수처리 설비 운전 및 정비업무 개시
2009. 03 그린홈 100만호(태양광·태양열) 전문기업 선정
2008. 04 지식경제부 기술표준원 선정 서비스품질 우수기업 인증 획득
2008. 02 해외발전 시운전분야 최초 진출(인도 잘수구다)
2007. 07 본사 사옥 이전(서울시 중구 서소문로)
2006. 09 강진태양광발전소(200kWp) 상업운전 개시
2005. 11 신재생에너지 전문기업등록(산업지원부 2005-12호)
2004. 11 국제표준인증 3개 동시 획득 - ISO 9001(품질경영), ISO 14001(환경경영), OHSAS 18001(안전·보건경영)
2003. 03 민영화(한국자유총연맹 51%, 한국전력공사 49%)
1998. 08 태안화력 정제공장 준공
1998. 01 국내 최초 화력발전소 배연탈황설비 운전(보령화력) 개시
1996. 02 한전산업개발(주)로 사명 변경
1994. 10. 전기계기검침 및 전기 요금 청구서 송달업무 개시
1992. 08 화력발전소 석탄취급설비 운전업무 개시(보령화력)
1990. 07 화력발전소 석탄회 재활용 업무 개시(부산화력)
1990. 04 한성종합산업(주) 설립(한국전력공사 100% 출자, 공기업)

## 같이 보기
- 한국전력
- 한국자유총연맹

## 공식 홈페이지
- 한전산업개발 공식 웹사이트